# Giallo
Giallo (italsky žlutý, odvozeno od časté barvy obalů giallo románů, vyslovováno [džal-lo], plurál gialli, v českém prostředí vžité i gialla) je filmový a literární žánr, typický pro italskou kulturu. Původně šlo ale o mysteriózní detektivky, vydávané nakladatelstvím Mondadori, jakýsi italský ekvivalent českých rodokapsů, dnes se ale termín používá k označení filmů.
Giallo filmy jsou typické častým výskytem krvavých scén, vysoce stylizovanou kamerou, důrazem na atmosféru a neobvyklou hudbou, dějově jde většinou o mysteriózní či psychologické detektivky. Významnou úlohu v nich hraje také erotická tematika. K významnějším autorům žánru patří Lucio Fulci, Mario Bava a především Dario Argento.
Žánr giallo filmů vznikl v šedesátých letech dvacátého století, za první film je považována hitchcockovská variace Maria Bavy La ragazza che sapeva troppo (Dívka, která věděla příliš mnoho, 1963). Zlatý věk žánru nastal v sedmdesátých letech, kdy mimo již zmíněných Argenta, Bava a Fulciho točili také významní režiséři Sergio Martino, Umberto Lenzi a Pupi Avati, poté nastal mírný úpadek, přesto ale žánr přežívá až dodnes (Argentovo Sleepless, 2001 či film Giallo téhož režiséra).